# 漢金斯 (紐約州)
漢金斯（英語：Hankins）是位於美國紐約州沙利文縣的普查規定居民點。

## 人口
根據2020年美國人口普查的數據，漢金斯的面積為3.61平方千米，當中陸地面積為3.56平方千米，而水域面積為0.05平方千米。當地共有人口129人，而人口密度為每平方千米35.73人。